# Струменна
Струменна (пол. Strumienna) — село в Польщі, у гміні Ґура Ґуровського повіту Нижньосілезького воєводства. Населення — 121 особа (2011).
У 1975-1998 роках село належало до Лешненського воєводства.

## Демографія
Демографічна структура станом на 31 березня 2011 року:
|          | Загалом | Допрацездатний вік | Працездатний вік | Постпрацездатний вік |
| -------- | ------- | ------------------ | ---------------- | -------------------- |
| Чоловіки | 58      | 11                 | 38               | 9                    |
| Жінки    | 63      | 13                 | 31               | 19                   |
| Разом    | 121     | 24                 | 69               | 28                   |